# NGC 3119
NGC 3119 est une vaste galaxie lenticulaire relativement éloignée et située dans la constellation du Lion. NGC 3119 a été découverte par l'astronome britannique William Lassell en 1848. La découverte de Lassell a été inscrite au catalogue NGC sous la cote NGC 3121. C'est l'observation de cette galaxie par l'astronome allemand Albert Marth le 14 mars 1863 qui a été inscrite comme NGC 3119.

## Caractéristiques
Sa vitesse par rapport au fond diffus cosmologique est de 9 156 ± 24 km/s, ce qui correspond à une distance de Hubble de 135,1 ± 9,5 Mpc (∼441 millions d'al).
NGC 3119 est une radiogalaxie à spectre continu (Flat-Spectrum Radio Source).
Au moins deux sources, identifient la galaxie NGC 3119 à la galaxie PGC 29381 située à environ 2,4′ plus au sud. Le professeur Seligman ne partage pas entièrement cet avis (voir section identification de NGC 3119). Certaines données de l'encadré sont celles de PGC 29387 qui se trouve sur la page NGC 3121 du site de Wolfgang Steinicke.
Les galaxies NGC 3119 et UGC 5477, respectivement notées NGC 3121 et 1006+1515 pour CGCG 1006.5+1515 dans l'étude réalisée par Abraham Mahtessian en 1998 sont dans la même région du ciel et selon Mahtessian, elles forment une paire de galaxies.
À ce jour, une mesure non basée sur le décalage vers le rouge (redshift) donne une distance d'environ 128,000 Mpc (∼417 millions d'al). Cette valeur est à l'intérieur des valeurs de la distance de Hubble. Notons que c'est avec la valeur moyenne des mesures indépendantes, lorsqu'elles existent, que la base de données NASA/IPAC calcule le diamètre d'une galaxie et qu'en conséquence le diamètre de NGC 3119 pourrait être d'environ 68,3 kpc (∼223 000 al) si on utilisait la distance de Hubble pour le calculer.

## Identification de NGC 3119
Pour le professeur Seligman, il est presque certain que les galaxies NGC 3119 et NGC 3121 sont une entrée double désignant la même galaxie, soit PGC 29387. Selon Harold Corwin, un astronome de l'Institut de Technologie de Californie, Albert Marth aurait pu observer NGC 3121 ou PGC 29381, car le champ visuel de son télescope était suffisant pour voir PGC 29387 et PGC 29381. Cependant, la position enregistrée par Marth est plus rapprochée de la plus brillante de ces deux galaxies, soit PGC 29387. S'il avait vu la moins brillante des galaxies (PGC 29381), il aurait aussi vu la plus brillante, mais il ne l'a pas mentionné. Il semble donc que la galaxie observée par Marth est bien PGC 29387 et que NGC 3121 soit la même galaxie que NGC 3119.

## La galaxie PGC 29381
Puisqu'il demeure possible que NGC 3121 soit la galaxie 29381, voici les principales caractéristiques de celle-ci.
PGC 29381 est une galaxie compacte aussi située dans la constellation du Lion. La distance de Hubble de celle-ci est égale à 136,6 ± 9,6 Mpc (∼446 millions d'al).
La magnitude apparente de PGC 29381 est de 14,3 et de 15,3 dans la bande B. Sa brillance de surface est égale à 12,2 mag/am2 et ses dimensions apparentes sont 0,5′ × 0,5′. Son diamètre est égal à environ 22,79 kpc (∼74 300 al).